# Segundo Torneo 2006 (Bolivia)
El Segundo Torneo 2006 fue el 30.º de la Liga de Fútbol Profesional Boliviano (oficialmente y por razones de patrocinio, Copa Entel Ramiro Méndez). El campeón del torneo fue Wilstermann tras derrotar por 2 – 1 en el último partido a Real Potosí.
Inicialmente, el campeonato fue el Torneo Apertura de la Temporada 2006/07 de la Liga de Fútbol Profesional Boliviano, siguiendo el calendario oficial de la FIFA (de agosto hasta junio) al cual Bolivia se había adecuado en el año 2005.
Sin embargo, en febrero de 2007, el Consejo Superior de la Liga decide retornar al anterior formato de campeonato (de febrero a diciembre) y se convoca al Torneo Apertura 2007. Para evitar conflictos de nombre con este torneo, se modificó el nombre del Apertura 2006/07 a Segundo Torneo 2006.

## Formato
El Segundo Torneo 2006 fue jugado entre el 29 de julio y el 3 de diciembre. El formato consistió en dos fases: una primera fase por grupos y un hexagonal final. Un club recibe 3 puntos por partido ganado, 1 punto por partido empatado y 0 puntos por partido perdido. Los clubes son clasificados por puntos, y los criterios de desempate son, en el siguiente orden: diferencia de goles, goles marcados y resultados directos entre equipos empatados.

Fase de Grupos
Los doce clubes de la LFPB son sorteados en dos grupos de 6 equipos cada uno, cuidando que un equipo y su clásico rival no queden en el mismo grupo. Dentro de cada grupo se juega a dos vueltas (local y visitante) y todos los equipos juegan dos partidos adicionales (local y visitante) con su clásico rival, en lo que se conoce como clásico inter-serie, haciendo un total de 12 partidos por equipo. Los 3 mejores equipos de cada grupo clasifican al Hexagonal Final, además los dos equipos ganadores de sus respectivos grupos obtienen un punto de bonificación.

Hexagonal Final
Los seis equipos juegan a dos vueltas (local y visitante) haciendo un total de 10 fechas. Excepcionalmente, si dos equipos quedan empatados en puntos en la primera posición, deben jugar un partido de desempate en cancha neutral para definir al Campeón. En Tanto, no fue válido para el punto promedio.

## Equipos y Estadios
| Equipo            | Fundación                | Ciudad     | Estadio                 | Capacidad |
| ----------------- | ------------------------ | ---------- | ----------------------- | --------- |
| Aurora            | 27 de mayo de 1935       | Cochabamba | Félix Capriles          | 32.000    |
| Blooming          | 1 de mayo de 1946        | Santa Cruz | Ramón Tahuichi Aguilera | 35.000    |
| Bolívar           | 12 de abril de 1925      | La Paz     | Hernando Siles          | 42.000    |
| Destroyers        | 14 de septiembre de 1948 | Santa Cruz | Ramón Tahuichi Aguilera | 35.000    |
| La Paz FC         | 30 de mayo de 1989       | La Paz     | Hernando Siles          | 42.000    |
| Oriente Petrolero | 5 de noviembre de 1955   | Santa Cruz | Ramón Tahuichi Aguilera | 35.000    |
| Real Potosí       | 1 de abril de 1986       | Potosí     | Víctor Agustín Ugarte   | 30.000    |
| San José          | 19 de marzo de 1942      | Oruro      | Jesús Bermúdez          | 30.000    |
| The Strongest     | 8 de abril de 1908       | La Paz     | Hernando Siles          | 42.000    |
| Unión Central     | 8 de abril de 1980       | Tarija     | IV Centenario           | 18.000    |
| Universitario     | 5 de abril de 1961       | Sucre      | Olímpico Patria         | 30.000    |
| Wilstermann       | 24 de noviembre de 1949  | Cochabamba | Félix Capriles          | 32.000    |

## Fase de grupos

### Tabla de Posiciones Grupo A
| Pos | Equipo        | Pts | PJ | PG | PE | PP | GF | GC | Dif |
| --- | ------------- | --- | -- | -- | -- | -- | -- | -- | --- |
| 1º  | Wilstermann   | 27  | 12 | 8  | 3  | 1  | 24 | 9  | 15  |
| 2º  | Real Potosí   | 18  | 12 | 5  | 3  | 4  | 20 | 20 | 0   |
| 3º  | Blooming      | 15  | 12 | 4  | 3  | 5  | 15 | 18 | -3  |
| 4º  | Destroyers    | 13  | 12 | 4  | 1  | 7  | 13 | 19 | -6  |
| 5º  | The Strongest | 13  | 12 | 3  | 4  | 5  | 10 | 17 | -7  |
| 6º  | La Paz FC     | 12  | 12 | 3  | 3  | 6  | 11 | 15 | -4  |

Pts = Puntos; PJ = Partidos Jugados; G = Partidos Ganados; E = Partidos Empatados; P = Partidos Perdidos; GF = Goles Anotados; GC = Goles Recibidos; Dif = Diferencia de gol
|  | Clasificado al Hexagonal Final con 1 Punto de Bonificación. |
|  | Clasificado al Hexagonal Final.                             |

#### Fixture
| La Paz FC     | 0 - 1 | Real Potosí | Hernando Siles          | 30 de julio | 11:00 | Unitel TV |
| The Strongest | 0 - 3 | Wilstermann | Hernando Siles          | 30 de julio | 15:40 | Unitel TV |
| Destroyers    | 1 - 2 | Blooming    | Ramón Tahuichi Aguilera | 30 de julio | 20:00 | Unitel TV |

| La Paz FC   | 3 - 0 | Destroyers    | Hernando Siles | 2 de agosto | 18:00 | Unitel TV |
| Real Potosí | 1 - 1 | The Strongest | Mario Mercado  | 2 de agosto | 20:00 | No        |
| Wilstermann | 2 - 1 | Blooming      | Félix Capriles | 2 de agosto | 20:00 | Unitel TV |

| The Strongest | 1 - 1 | La Paz FC   | Hernando Siles          | 7 de agosto | 15:30 | No        |
| Blooming      | 4 - 3 | Real Potosí | Ramón Tahuichi Aguilera | 7 de agosto | 18:00 | Unitel TV |
| Destroyers    | 1 - 0 | Wilstermann | Ramón Tahuichi Aguilera | 8 de agosto | 20:30 | Unitel TV |

| La Paz FC         | 2 - 1 | San José      | Hernando Siles          | 12 de agosto | 15:30 | Unitel TV |
| Bolívar           | 1 - 1 | The Strongest | Hernando Siles          | 13 de agosto | 15:30 | Unitel TV |
| Real Potosí       | 4 - 3 | Universitario | Mario Mercado           | 13 de agosto | 15:30 | No        |
| Wilstermann       | 1 - 1 | Aurora        | Félix Capriles          | 13 de agosto | 15:30 | No        |
| Unión Central     | 1 - 0 | Destroyers    | IV Centenario           | 13 de agosto | 16:00 | No        |
| Oriente Petrolero | 4 - 1 | Blooming      | Ramón Tahuichi Aguilera | 13 de agosto | 18:00 | Unitel TV |

| The Strongest | 2 - 1 | Destroyers  | Hernando Siles | 19 de agosto | 15:30 |
| La Paz FC     | 0 - 0 | Blooming    | Hernando Siles | 20 de agosto | 15:30 |
| Real Potosí   | 1 - 1 | Wilstermann | Mario Mercado  | 20 de agosto | 15:30 |

| Wilstermann | 2 - 1 | La Paz FC     | Félix Capriles          | 26 de agosto | 20:00 |
| Blooming    | 1 - 0 | The Strongest | Ramón Tahuichi Aguilera | 27 de agosto | 18:00 |
| Destroyers  | 1 - 0 | Real Potosí   | Ramón Tahuichi Aguilera | 27 de agosto | 20:00 |

| Real Potosí | 2 - 1 | La Paz FC     | Mario Mercado           | 3 de septiembre | 15:30 | No        |
| Blooming    | 1 - 1 | Destroyers    | Ramón Tahuichi Aguilera | 3 de septiembre | 18:00 | Unitel TV |
| Wilstermann | 4 - 0 | The Strongest | Félix Capriles          | 4 de septiembre | 20:00 | Unitel TV |

| The Strongest | 1 - 1 | Real Potosí | Hernando Siles          | 10 de septiembre | 15:30 | No        |
| Destroyers    | 3 - 1 | La Paz FC   | Ramón Tahuichi Aguilera | 10 de septiembre | 18:00 | Unitel TV |
| Blooming      | 1 - 2 | Wilstermann | Ramón Tahuichi Aguilera | 10 de septiembre | 20:00 | Unitel TV |

| San José      | 1 - 1 | La Paz FC         | Jesús Bermúdez          | 17 de septiembre | 15:30 | No        |
| Universitario | 4 - 1 | Real Potosí       | Olímpico Patria         | 17 de septiembre | 15:30 | No        |
| Aurora        | 1 - 1 | Wilstermann       | Félix Capriles          | 17 de septiembre | 15:30 | No        |
| The Strongest | 0 - 1 | Bolívar           | Hernando Siles          | 17 de septiembre | 15:30 | Unitel TV |
| Destroyers    | 2 - 1 | Unión Central     | Ramón Tahuichi Aguilera | 17 de septiembre | 18:00 | Unitel TV |
| Blooming      | 1 - 1 | Oriente Petrolero | Ramón Tahuichi Aguilera | 17 de septiembre | 20:00 | Unitel TV |

| La Paz FC   | 1 - 0 | The Strongest | Hernando Siles | 24 de septiembre | 15:30 | No        |
| Wilstermann | 3 - 1 | Destroyers    | Félix Capriles | 24 de septiembre | 15:30 | Unitel TV |
| Real Potosí | 3 - 2 | Blooming      | Mario Mercado  | 24 de septiembre | 15:30 | No        |

| Destroyers  | 2 - 3 | The Strongest | Ramón Tahuichi Aguilera | 27 de septiembre | 20:00 | No |
| Blooming    | 1 - 0 | La Paz FC     | Ramón Tahuichi Aguilera | 28 de septiembre | 20:00 | No |
| Wilstermann | 2 - 1 | Real Potosí   | Félix Capriles          | 28 de septiembre | 20:00 | No |

| La Paz FC     | 0 - 3 | Wilstermann | Hernando Siles | 1 de octubre | 14:00 | No |
| The Strongest | 1 - 0 | Blooming    | Hernando Siles | 1 de octubre | 16:00 | No |
| Real Potosí   | 2 - 0 | Destroyers  | Mario Mercado  | 1 de octubre | 16:00 | No |

### Tabla de Posiciones Grupo "B"
| Pos | Equipo            | Pts | PJ | PG | PE | PP | GF | GC | Dif |
| --- | ----------------- | --- | -- | -- | -- | -- | -- | -- | --- |
| 1º  | Bolívar           | 23  | 12 | 7  | 2  | 3  | 21 | 12 | 9   |
| 2º  | Oriente Petrolero | 22  | 12 | 6  | 4  | 2  | 23 | 9  | 14  |
| 3º  | Universitario     | 20  | 12 | 6  | 2  | 4  | 19 | 15 | 4   |
| 4º  | San José          | 14  | 12 | 3  | 5  | 4  | 12 | 14 | -2  |
| 5º  | Aurora            | 12  | 12 | 3  | 3  | 6  | 11 | 19 | -8  |
| 6º  | Unión Central     | 9   | 12 | 2  | 3  | 7  | 6  | 18 | -12 |

Pts = Puntos; PJ = Partidos Jugados; G = Partidos Ganados; E = Partidos Empatados; P = Partidos Perdidos; GF = Goles Anotados; GC = Goles Recibidos; Dif = Diferencia de gol
|  | Clasificado al Hexagonal Final con 1 Punto de Bonificación. |
|  | Clasificado al Hexagonal Final.                             |

#### Fixture
| Aurora            | 0 - 2 | Bolívar       | Félix Capriles          | 29 de julio | 19:00 | Unitel TV |
| Universitario     | 1 - 1 | San José      | Olímpico Patria         | 30 de julio | 15:30 | No        |
| Oriente Petrolero | 0 - 0 | Unión Central | Ramón Tahuichi Aguilera | 30 de julio | 18:00 | Unitel TV |

| Bolívar           | 2 - 0 | San José      | Hernando Siles          | 2 de agosto | 20:00 | No        |
| Unión Central     | 2 - 1 | Aurora        | IV Centenario           | 2 de agosto | 20:00 | No        |
| Oriente Petrolero | 1 - 0 | Universitario | Ramón Tahuichi Aguilera | 2 de agosto | 20:30 | Unitel TV |

| San José      | 1 - 1 | Unión Central     | Jesús Bermúdez  | 6 de agosto | 15:30 | No        |
| Universitario | 2 - 1 | Bolívar           | Olímpico Patria | 7 de agosto | 15:30 | No        |
| Aurora        | 0 - 2 | Oriente Petrolero | Félix Capriles  | 7 de agosto | 16:00 | Unitel TV |

| La Paz FC         | 2 - 1 | San José      | Hernando Siles          | 12 de agosto | 15:30 | Unitel TV |
| Bolívar           | 1 - 1 | The Strongest | Hernando Siles          | 13 de agosto | 15:30 | Unitel TV |
| Real Potosí       | 4 - 3 | Universitario | Mario Mercado           | 13 de agosto | 15:30 | No        |
| Wilstermann       | 1 - 1 | Aurora        | Félix Capriles          | 13 de agosto | 15:30 | No        |
| Unión Central     | 1 - 0 | Destroyers    | IV Centenario           | 13 de agosto | 16:00 | No        |
| Oriente Petrolero | 4 - 1 | Blooming      | Ramón Tahuichi Aguilera | 13 de agosto | 18:00 | Unitel TV |

| Aurora            | 3 - 1 | Univesitario | Félix Capriles          | 20 de agosto | 15:30 |
| Unión Central     | 0 - 2 | Bolívar      | IV Centenario           | 20 de agosto | 16:00 |
| Oriente Petrolero | 2 - 2 | San José     | Ramón Tahuichi Aguilera | 20 de agosto | 18:00 |

| San José      | 0 - 0 | Aurora            | Félix Capriles  | 27 de agosto | 15:30 |
| Bolívar       | 0 - 0 | Oriente Petrolero | Hernando Siles  | 27 de agosto | 15:30 |
| Universitario | 2 - 0 | Unión Central     | Olímpico Patria | 27 de agosto | 15:30 |

| Bolívar       | 4 - 1 | Aurora            | Hernando Siles | 2 de septiembre | 15:30 | Unitel TV |
| San José      | 0 - 1 | Universitario     | Jesús Bermúdez | 3 de septiembre | 15:30 | No        |
| Unión Central | 0 - 1 | Oriente Petrolero | IV Centenario  | 3 de septiembre | 16:00 | No        |

| Universitario | 3 - 2 | Oriente Petrolero | Olímpico Patria | 10 de septiembre | 15:30 | No |
| San José      | 2 - 1 | Bolívar           | Jesús Bermúdez  | 10 de septiembre | 15:30 | No |
| Aurora        | 1 - 0 | Unión Central     | Félix Capriles  | 10 de septiembre | 15:30 | No |

| San José      | 1 - 1 | La Paz FC         | Jesús Bermúdez          | 17 de septiembre | 15:30 | No        |
| Universitario | 4 - 1 | Real Potosí       | Olímpico Patria         | 17 de septiembre | 15:30 | No        |
| Aurora        | 1 - 1 | Wilstermann       | Félix Capriles          | 17 de septiembre | 15:30 | No        |
| The Strongest | 0 - 1 | Bolívar           | Hernando Siles          | 17 de septiembre | 15:30 | Unitel TV |
| Destroyers    | 2 - 1 | Unión Central     | Ramón Tahuichi Aguilera | 17 de septiembre | 18:00 | Unitel TV |
| Blooming      | 1 - 1 | Oriente Petrolero | Ramón Tahuichi Aguilera | 17 de septiembre | 20:00 | Unitel TV |

| Oriente Petrolero | 4 - 0 | Aurora        | Ramón Tahuichi Aguilera | 22 de septiembre | 20:00 | Unitel TV |
| Bolívar           | 1 - 0 | Universitario | Hernando Siles          | 23 de septiembre | 15:30 | Unitel TV |
| Unión Central     | 0 - 1 | San José      | IV Centenario           | 24 de septiembre | 15:30 | No        |

| Universitario | 2 - 0 | Aurora            | Olímpico Patria | 27 de septiembre | 20:00 | No |
| Bolívar       | 6 - 0 | Unión Central     | Hernando Siles  | 27 de septiembre | 20:00 | No |
| San José      | 2 - 0 | Oriente Petrolero | Jesús Bermúdez  | 3 de octubre     | 20:00 | No |

| Unión Central     | 1 - 1 | Universitario | IV Centenario           | 1 de octubre | 16:00 | No |
| Aurora            | 3 - 1 | San José      | Félix Capriles          | 1 de octubre | 16:00 | No |
| Oriente Petrolero | 6 - 0 | Bolívar       | Ramón Tahuichi Aguilera | 1 de octubre | 18:00 | No |

## Hexagonal Final
| Pos | Equipo            | Pts | PJ | PG | PE | PP | GF | GC | Dif |
| --- | ----------------- | --- | -- | -- | -- | -- | -- | -- | --- |
| 1º  | Wilstermann (C) * | 21  | 10 | 6  | 2  | 2  | 16 | 8  | 8   |
| 2º  | Real Potosí       | 17  | 10 | 5  | 2  | 3  | 20 | 15 | 5   |
| 3º  | Oriente Petrolero | 13  | 10 | 3  | 4  | 3  | 13 | 21 | -8  |
| 4º  | Universitario     | 12  | 10 | 3  | 3  | 4  | 12 | 13 | -1  |
| 5º  | Blooming          | 11  | 10 | 2  | 5  | 3  | 14 | 15 | -1  |
| 6º  | Bolívar *         | 8   | 10 | 1  | 4  | 5  | 15 | 18 | -3  |

Pts = Puntos; PJ = Partidos Jugados; G = Partidos Ganados; E = Partidos Empatados; P = Partidos Perdidos; GF = Goles Anotados; GC = Goles Recibidos; Dif = Diferencia de gol
|   | Campeón Nacional, clasificado a la Copa Sudamericana 2007 como Bolivia 1. |
|   | Subcampeón, clasificado a la Copa Sudamericana 2007 como Bolivia 2.       |
| * | Ingresaron al Hexagonal Final con 1 Punto de Bonificación.                |

### Fixture
| Universitario | 0 - 0 | Wilstermann       | Olímpico Patria         | 7 de octubre | 15:30 |
| Real Potosí   | 2 - 2 | Oriente Petrolero | Mario Mercado           | 8 de octubre | 15:30 |
| Blooming      | 2 - 0 | Bolívar           | Ramón Tahuichi Aguilera | 8 de octubre | 18:00 |

| Oriente Petrolero | 2 - 1 | Universitario | Ramón Tahuichi Aguilera | 14 de octubre | 18:00 |
| Bolívar           | 2 - 2 | Real Potosí   | Hernando Siles          | 15 de octubre | 15:30 |
| Wilstermann       | 2 - 0 | Blooming      | Félix Capriles          | 15 de octubre | 18:00 |

| Bolívar     | 1 - 1 | Wilstermann       | Hernando Siles          | 22 de octubre | 15:30 |
| Real Potosí | 3 - 2 | Universitario     | Mario Mercado           | 22 de octubre | 15:30 |
| Blooming    | 1 - 1 | Oriente Petrolero | Ramón Tahuichi Aguilera | 22 de octubre | 18:00 |

| Wilstermann | 3 - 1 | Oriente Petrolero | Hernando Siles          | 25 de octubre | 20:00 |
| Blooming    | 2 - 1 | Real Potosí       | Ramón Tahuichi Aguilera | 25 de octubre | 21:15 |
| Bolívar     | 0 - 1 | Universitario     | Hernando Siles          | 26 de octubre | 20:00 |

| Real Potosí       | 2 - 1 | Wilstermann | Mario Mercado           | 29 de octubre | 15:30 |
| Universitario     | 2 - 2 | Blooming    | Olímpico Patria         | 29 de octubre | 15:30 |
| Oriente Petrolero | 1 - 1 | Bolívar     | Ramón Tahuichi Aguilera | 29 de octubre | 18:00 |

| Universitario     | 1 - 0 | Real Potosí | Olímpico Patria         | 5 de noviembre | 15:30 |
| Wilstermann       | 2 - 0 | Bolívar     | Félix Capriles          | 5 de noviembre | 15:30 |
| Oriente Petrolero | 1 - 1 | Blooming    | Ramón Tahuichi Aguilera | 5 de noviembre | 18:00 |

| Real Potosí   | 4 - 2 | Bolívar           | Mario Mercado           | 18 de noviembre | 15:30 |
| Universitario | 1 - 2 | Oriente Petrolero | Olímpico Patria         | 19 de noviembre | 15:30 |
| Blooming      | 1 - 2 | Wilstermann       | Ramón Tahuichi Aguilera | 19 de noviembre | 18:00 |

| Real Potosí       | 2 - 1 | Blooming    | Mario Mercado           | 22 de noviembre | 16:00 |
| Oriente Petrolero | 2 - 1 | Wilstermann | Ramón Tahuichi Aguilera | 22 de noviembre | 20:30 |
| Universitario     | 2 - 0 | Bolívar     | Olímpico Patria         | 23 de noviembre | 20:00 |

| Wilstermann       | 2 - 0 | Universitario | Félix Capriles          | 26 de noviembre | 16:00 |
| Bolívar           | 2 - 2 | Blooming      | Hernando Siles          | 26 de noviembre | 16:00 |
| Oriente Petrolero | 0 - 3 | Real Potosí   | Ramón Tahuichi Aguilera | 26 de noviembre | 18:00 |

| Bolívar     | 7 - 1 | Oriente Petrolero | Hernando Siles          | 29 de noviembre | 20:00 |
| Blooming    | 2 - 2 | Universitario     | Ramón Tahuichi Aguilera | 29 de noviembre | 20:30 |
| Wilstermann | 2 - 1 | Real Potosí       | Félix Capriles          | 3 de diciembre  | 15:30 |

|                                                                                         |
| Campeón del Segundo Torneo Wilstermann 4° Título Liguero 11° Título de Primera División |

## Descensos y Ascensos
Para los descensos y ascensos se aplicó el punto promedio tomando en cuenta los siguientes torneos:
- Adecuación 2005.
- Apertura 2005/06 (fase de grupos).
- Clausura 2005/06.
- Segundo Torneo 2006 (fase de grupos).

| Pos. | Equipo            | 2005 | 2006 | Total | PJ | Prom.  |
| ---- | ----------------- | ---- | ---- | ----- | -- | ------ |
| 1.   | Bolívar           | 77   | 68   | 145   | 68 | 2.1323 |
| 2.   | Universitario     | –    | 62   | 62    | 34 | 1.8236 |
| 3.   | Blooming          | 58   | 53   | 111   | 68 | 1.6323 |
| 4.   | Oriente Petrolero | 56   | 54   | 110   | 68 | 1.6176 |
| 5.   | Wilstermann       | 51   | 53   | 104   | 68 | 1.5294 |
| 6.   | San José          | 51   | 53   | 104   | 68 | 1.5294 |
| 7.   | The Strongest     | 64   | 38   | 102   | 68 | 1.5000 |
| 8.   | Real Potosí       | 39   | 63   | 102   | 68 | 1.5000 |
| 9.   | La Paz FC         | 52   | 27   | 79    | 68 | 1.1617 |
| 10.  | Aurora            | 45   | 29   | 74    | 68 | 1.0882 |
| 11.  | Destroyers        | 37   | 33   | 70    | 68 | 1.0294 |
| 12.  | Unión Central     | 29   | 30   | 59    | 68 | 0.8676 |

|  |                                                                                                |
|  | Disputó el descenso indirecto contra el 2.º de la Copa Simón Bolívar (Bolivia) que fue Ciclón. |
|  | Descendió a la Segunda División.                                                               |

### Ascenso - Descenso Indirecto
| Club       | Ida (SCZ) | Vuelta (TAR) |
| ---------- | --------- | ------------ |
| Ciclón     | 1         | 1            |
| Destroyers | 1         | 2            |

|  | Destroyers: Permanece en 1.ª División. |